# Llorenç Capdevila i Roure
Llorenç Capdevila i Roure   (Alpicat, 20 d'octubre de 1969) és un escriptor català. Llicenciat en filologia catalana per la Universitat de Lleida, és professor de llengua i literatura a l’Institut d'Auro a Santpedor.
La primera narració que va publicar va sortir a la revista universitària Tirant al Blanc, de Lleida. Amb la seva primera novel·la, Racó de món, que és una sàtira sobre l'ecologisme, l'especulació i la política, va guanyar el premi Vila d'Ascó. Amb El color del crepuscle, que s'esdevé al final del segle xiv, poc abans de la mort del rei Joan I, va guanyar el premi Leandre Colomer i va iniciar un cicle de tres novel·les emmarcades a la baixa edat mitjana, completat amb O rei o res!, que té com a rerefons el Compromís de Casp, i Ànima de llop, que va merèixer el premi El Lector de l'Odissea i que situa la trama cap a mitjan segle xv, en el temps de la guerra civil catalana i les revoltes remences. També ha publicat la novel·la Serrallonga, l'últim bandoler, que pretén donar una visió humana del famós bandoler de les Guilleries. Amb Sota la pell, va fer una incursió en el gènere negre ambientat en l'actualitat; tendència que també, amb una bona dosi d'humor, va continuar amb Tothom a terra! Ha conreat la narrativa juvenil (El secret del bandoler i A fer punyetes!) i la infantil (L'Èlia va de bòlit). Tot i el caràcter històric d'algunes de les seves novel·les, la narrativa d'aquest autor no abandona la cura en els aspectes literaris o en la creació de personatges.
Ha participat en reculls de relats col·lectius, com De tot cor. 32 narradors de la Catalunya central (L'Albí, 2012), Capolatell. Relats del Pirineu (Fonoll, 2012), Tot és possible. 43 narradors de la Catalunya central (L'Albí, 2014) i Assassins de Ponent (Llibres del Delicte, 2016).
Forma part del col·lectiu Narradors Centrals, integrat per diversos escriptors del Bages, Berguedà, Anoia, Solsonès i Osona. Col·labora en publicacions periòdiques com Segre, El Pou de la gallina i Regió 7.